# Панде Петровски
Панде Петровски (Живојно, 26. децембар 1943 — Битољ, 31. децембар 2006) био је македонски генерал.

## Биографија
Основну и средњу школу је завршио у свом родном месту и Битољу, а у периоду од 1962. до 1965. са великим успехом и студије на Војној академији у Београду. Усавршавање и специјализацију је имао у Бања Луци и Београду. Као официр је служио у оклопним и механизованим јединицама у Загребу, Прилепу, Велесу и Приштини, а 1990. постављен је за помоћника команданта треће војне области у Скопљу. Након распада ЈНА, учествовао је у оснивању и именован је за команданта Другог корпуса Армије у Битољу. Године 1996. постављен је за начелника борбене готовости у Скопљу, а 1999. године је обављао функцију заменика начелника штаба.
Петровски је био начелник Генералштаба Армије Републике Северне Македоније и војни стратег који је значајно учествовао у одлучујућим војним акцијама македонских снага безбедности у сукобу 2001. године.
Иако претходно пензионисан, због ратних дејстава био је поново активиран и постављен на место начелника Генералштаба, лично је командовао операцијама регуларних безбедносних снага на чишћењу шиптарских групација терористичке ОНА, на Шарпланини и у околини Тетова на северозападу Македоније. Објавио је књигу Сведочанства у којој је изнео низ оптужби на рачун политичког руководства Македоније.
Преминуо је 31. децембра 2006. године у Битољу.